# 奥州合戦
奥州合戦（おうしゅうかっせん）は、文治5年（1189年）7月から9月にかけて、鎌倉政権と奥州藤原氏との間で東北地方にて行われた一連の戦いの総称である。この戦役により、源頼朝による武士政権が確立した。また治承4年（1180年）に始まる内乱時代（治承・寿永の乱）の最後にあたる戦争でもある。

## 呼称
鎌倉側の兵力動員に関わる古文書の多くはこの戦争を奥入、奥入り（おくいり）と呼んでおり、奥州追討（おうしゅうついとう）、奥州合戦と記した文書もある。鎌倉幕府の史書『吾妻鏡』は奥州征伐（おうしゅうせいばつ）とするが、奥州合戦と記す箇所もある。
明治以降の歴史学では『吾妻鏡』を踏襲して奥州征伐と呼ばれていた。1978年（昭和53年）に歴史学者の入間田宣夫が、鎌倉幕府の側に立った呼び方を問題視し、当時の様々な呼び方のうち「奥州合戦」がどちらがわにも偏らないとして、「文治五年奥州合戦」という呼び方を提唱した。これにより、20世紀末までにほぼ「奥州合戦」が用語として定着した。

## 概要

### 背景
奥州藤原氏は、後三年の役終結から初代清衡以来三代100年に渡って陸奥・出羽両国に君臨し、三代秀衡の時代には陸奥守、鎮守府将軍の官職を得て、名実ともに奥州を支配する存在となっていた。
平氏討滅後の源頼朝にとって、鎌倉政権を安定させるためには、潜在的脅威である奥州藤原氏を打倒する必要があった。文治2年（1186年）4月、頼朝はそれまで藤原氏が直接行っていた京都朝廷への貢馬・献金を、鎌倉経由で行うよう要求し、秀衡もそれに従った。
文治4年（1188年）2月、頼朝と対立して逃亡していた源義経が奥州藤原氏の本拠地・平泉に潜伏していることが発覚した（『玉葉』文治4年2月8日条、13日条）。秀衡は前年の10月に死去していたが、義経と子息の泰衡、国衡の三人に起請文を書かせ、義経を主君として給仕し三人一味の結束をもって頼朝の攻撃に備えるように遺言したという（『玉葉』文治4年正月9日条）。頼朝は「亡母のため五重の塔を造営すること」「重厄のため殺生を禁断すること」を理由に年内の軍事行動はしないことを表明し、藤原秀衡の子息に義経追討宣旨を下すよう朝廷に奏上した。頼朝の申請を受けて朝廷は、2月と10月に藤原基成・泰衡に義経追討宣旨を下す（『吾妻鏡』4月9日条、10月25日条）。泰衡は遺命に従いこれを拒否し、業を煮やした頼朝は、文治5年（1189年）になると泰衡追討宣旨の発給を朝廷に奏上している。
なお、『尊卑分脈』によると、文治4年（1188年）の12月に泰衡が自分の祖母（秀衡の母）を殺害したとも取れる部分があり、また翌文治5年（1189年）2月15日に泰衡は末弟（六弟）の頼衡を殺害している。いずれも真偽は不明だが、親族間の激しい相克があったと推測する向きもある。
2月22日、鎌倉では泰衡が義経の叛逆に同心しているのは疑いないので、鎌倉方から直接これを征伐しようと朝廷に一層強硬な申し入れが行われた。2月9日に基成・泰衡から「義経の所在が判明したら、急ぎ召し勧めよう」との返書が届くが頼朝は取り合わず、2月、3月、4月と執拗に奥州追討の宣旨を要請している。閏4月に院で泰衡追討の宣旨を出す検討がなされた。

### 義経の死
文治5年（1189年）閏4月30日、鎌倉方の圧迫に屈した泰衡は平泉衣川館の義経を襲撃して自害に追い込んだ。後白河法皇はこれで問題は解決したと判断して「彼滅亡の間、国中定めて静謐せしむるか。今においては弓箭をふくろにすべし」（『吾妻鏡』6月8日条）と頼朝に伝えた。6月13日、泰衡は義経の首を酒に浸して鎌倉へ送り恭順の意を示した。しかし、頼朝の目的は背後を脅かし続けていた奥州藤原氏の殲滅にあり、これまで義経を匿ってきた罪は反逆以上のものとして泰衡追討の宣旨を求めるとともに全国に動員令を発した。
鎌倉方の強硬姿勢に動揺した奥州では内紛が起こり、26日に泰衡は異母弟（三弟）・忠衡を誅殺している（『尊卑分脈』の記述によれば、五弟で忠衡の同母弟とされる通衡も共に殺害している）。忠衡は父の遺言を破った泰衡に対して反乱を起こした（或いは反乱を計画した）ため討たれたとも推測されている。
泰衡は義経の首を差し出す事で平泉の平和を図ったが、頼朝は逆に家人の義経を許可なく討伐したことを理由として、7月19日に自ら鎌倉を出陣し、大軍を以って奥州追討に向かった。奥州への対応を巡って朝廷と幕府の見解は分かれたが、頼朝は大庭景義の「戦陣では天子の詔は聞かない」「泰衡は家人であり誅罰に勅許は不要である」との進言を受けて、宣旨なしでの出兵を決断した。

### 出兵
7月17日、頼朝は軍勢を大手軍・東海道軍・北陸道軍の三軍に分けて進攻計画を立てた。畠山重忠を先陣とした頼朝率いる大手軍は鎌倉街道中路から下野国を経て奥州方面へ、千葉常胤・八田知家が率いる東海道軍は常陸国や下総国の武士団とともに岩城岩崎方面へ、比企能員・宇佐美実政が率いる上野国の武士団を中心とした北陸道軍は越後国から日本海沿いを出羽国方面へそれぞれ進軍することになった。
7月19日、頼朝は梶原景時の進言で越後の囚人・城長茂を加え、大手軍を率いて鎌倉を出発する。25日に宇都宮社で戦勝を祈願し、26日には常陸の佐竹秀義が軍勢に加わった。28日、新渡戸駅に到着すると城長茂の郎従200余人が参集した。かつて敵対した二大雄族である城氏・佐竹氏を従えた頼朝は、29日に下野・陸奥国境の白河関を通過する。初秋の白河関に立った頼朝が、梶原景季に「能因法師の歌を思い出さないか」と問いかけると、景季は「秋風に 草木の露を払わせて 君が越ゆれば 関守も無し」と本歌取して歌を詠んだ。大手軍はさしたる抵抗も受けずに奥州南部を進み、8月7日には伊達郡国見駅（現在の国見町藤田と推定）に達した。

### 奥州軍の敗北
奥州側は、泰衡の異母兄・国衡が阿津賀志山に城壁を築き、前面に二重の堀を設けて阿武隈川の水を引き入れ、二万の兵を配備して迎撃態勢を取った。泰衡自身は後方の多賀城の国府にて全軍の総覧に当たった。

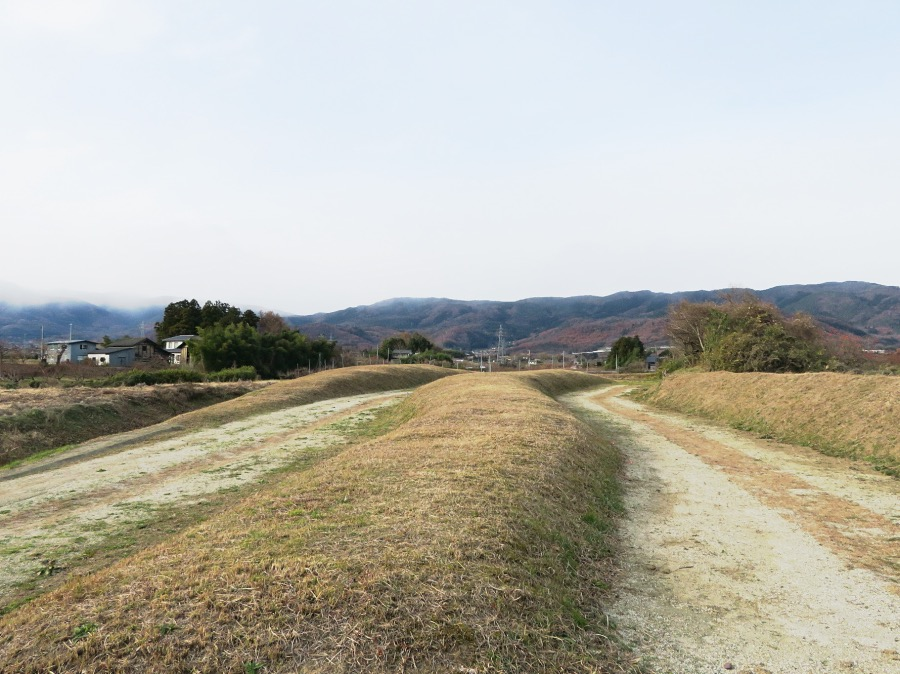
現代の阿津賀志山防塁

7日の夜に頼朝は明朝の攻撃を命じ、畠山重忠は率いてきた人夫80名に用意していた鋤鍬で土砂を運ばせて堀を埋めた。
8日の卯の刻（午前6時頃）、畠山重忠らの先陣は、金剛別当秀綱の率いる数千騎と戦端を開き、巳の刻（午前10時頃）に秀綱は大木戸に退却した。
また、石那坂の戦い では伊佐為宗が信夫庄司佐藤基治（佐藤継信・佐藤忠信の父）を打ち破り、その首を阿津賀志山の上の経岡に晒した。
10日、畠山重忠・小山朝政らの本軍は大木戸に総攻撃を行った。後陣の山に登った紀権守、芳賀次郎大夫（紀清両党）らの奇襲もあり、奥州軍は金剛別当秀綱、子息の下須房太郎秀方が戦死（享年13）して潰走した。出羽方面に脱出しようとした国衡は、追撃した和田義盛に討たれた。根無藤の城郭では両軍の激しい攻防が繰り広げられたが、大将軍の金十郎が戦死して勝敗が決した。自軍の大敗を知った泰衡は多賀城から平泉方面へ退却した。頼朝は北上し船迫宿を経て12日に多賀城に到着し、常陸方面から来た東海道軍と合流した。13日、比企・宇佐見の両将に率いられた北陸道軍は田川行文・秋田致文を討ち取って出羽を制圧した。

### 平泉陥落
14日、玉造郡または物見岡に泰衡在りとの情報を得た頼朝は玉造郡に発向し、別働隊として小山朝政、朝光らを物見岡に向かわせた。朝政はその日のうちに物見岡を攻略するが、泰衡の姿はなかった。20日、玉造郡に入った頼朝の本隊は多加波々城を囲むが、泰衡はまたも逃亡しており、城に残った敵兵は手を束ねて投降した。頼朝は平泉攻略を前に「僅か一二千騎を率い馳せ向かうべからず。二万騎の軍兵を相調え競い至るべし。すでに敗績の敵なり。侍一人といえども無害の様、用意を致すべし」と命じた。21日、栗原・三迫の要害を落として津久毛橋に至ると、梶原景高は「陸奥の 勢は御方に 津久毛橋 渡して懸けん 泰衡が首」と歌を詠み、頼朝を喜ばせた。22日に平泉に入ったが、平泉は既に火が放たれて放棄された後だった。

### 奥州藤原氏の滅亡
8月26日、頼朝に赦免を求める泰衡の書状が届いたが、頼朝はこれを無視して、9月2日には岩手郡厨河（現盛岡市厨川）へ向けて進軍を開始する。厨河柵はかつて前九年の役で源頼義が安倍貞任らを討った地であり、頼朝はその佳例に倣い、厨河柵での泰衡討伐を望んだのである。泰衡は奥地に逃亡し糠部郡から夷狄島（北海道）への渡航も企てたが、3日に比内郡贄柵で郎従の河田次郎に殺害された。4日、頼朝は陣岡に布陣して北陸道軍と合流した。軍勢の総数は「二十八万四千騎」に達したという。泰衡の首級は6日に陣岡の頼朝へ届けられた。頼朝は河田次郎を八虐の罪に値するとして斬罪に処し、前九年の役で祖先の源頼義が安倍貞任の首を晒した故事に倣って泰衡の首を晒した。
7日、泰衡の郎従である由利維平が捕らえられる。その勇敢な態度から頼朝は維平と会い、「泰衡は奥州に威勢を振るっており、刑を加えるのは難儀に思っていたが、立派な郎従がいなかったために、河田次郎一人に誅された。両国を治め十七万騎を率いながら、二十日程で一族皆滅びた。言うに足らない事だ」と告げた。維平は「故左馬頭殿（源義朝）は、海道十五箇国を治められたが、平治の乱で一日も支えられず零落し、数万騎の主であったが、長田忠致に誅されました。今と昔で優劣があるでしょうか。泰衡は僅か両国の勇士を率い、数十日も頼朝殿を悩ませました。不覚とたやすくは判断できないでしょう」と答えた。頼朝は答えを返さず対面を終えると、畠山重忠に維平を預け、芳情の施しを命じた。9日、京都の一条能保から7月19日付の泰衡追討宣旨が陣岡の頼朝の下へ届いた。
12日、頼朝は陣岡を出て厨河柵に入る。15日、樋爪館を放棄して北走していた樋爪俊衡（樋爪太郎俊衡入道）とその弟・樋爪季衡（樋爪五郎季衡、本吉季衡）が降伏のために厨河柵に来る。そこには俊衡の3人の息子（師衡（太郎、太田冠者、号大国御達）、兼衡（樋爪次郎、樋爪次郎（二郎）兼衡、樋爪次郎（二郎）義衡）、忠衡（河北冠者））、季衡の息子・経衡（新田冠者）の姿もあった。また、『吾妻鏡』や『平泉志』には景衡という人物も登場し、伊豆国へ配流になっているが、具体的な系譜関係は不明である。18日、秀衡の四男で泰衡の弟の一人（四弟）・高衡が下河辺行平を通じて降伏し捕虜となった。19日まで逗留して降人の赦免や本領安堵などの処理を行った。平泉に戻った頼朝は奥州支配体制を固めるため、22日に葛西清重を奥州総奉行に任命し、28日に鎌倉へ向けて帰還した。
しかし鎌倉の支配に対する現地の豪族の反感は根強く、文治5年（1189年）12月に泰衡の家臣であった大河兼任が主君の仇として挙兵し鎌倉軍を悩ませた（大河兼任の乱）。この反乱は翌年3月に鎮圧され、約10年にわたる争乱が終息し、武家政権確立に向けた準備がほぼ整うことになる。また、秀衡の6人の息子かつ奥州合戦に参戦した3人の秀衡の息子（国衡、泰衡、高衡）の中で唯一生き延びた高衡は、12年後の建仁元年（1201年）に越後国の城氏一族が起こした建仁の乱で一味に加わり、鎌倉方に討ち取られた。

## 意義
この合戦で源頼朝は全国的な動員（南九州の薩摩・かつて平氏の基盤であった伊勢や安芸など）、かつて平氏・源義仲・源義経に従っていた者たち の動員をも行っている。しかしその動員対象は「武器に足るの輩」（文治5年2月9日・源頼朝下文）に限定されていた。さらに不参の御家人に対しては所領没収の厳しい処罰を行ったこと、頼朝が挙兵以来となる自らの出馬を行ったことと併せて考えると、頼朝が自身に従う「御家人」の確立という政治的意図を持っており、奥州合戦はそのための契機となったともいえる。

## 年表
- 年月日は出典が用いる暦であり、当時は宣明暦が用いられている

| 月日 （宣明暦長暦） | 内容                                                                                            | 出典   |
| ------------------- | ----------------------------------------------------------------------------------------------- | ------ |
|                     |                                                                                                 |        |
| 閏4月30日           | 藤原泰衡の軍勢が衣川館を襲撃。源義経自害                                                        | 吾妻鏡 |
| 5月22日             | 奥州より義経誅殺を伝える飛脚が鎌倉に参着                                                        | 吾妻鏡 |
| 6月8日              | 義経滅亡を受けて、後白河法皇より戦闘停止の院宣が鎌倉に届く                                      | 吾妻鏡 |
| 6月13日             | 藤原高衡が義経の首を鎌倉に持参。和田義盛・梶原景時が実検                                        | 吾妻鏡 |
| 6月25日             | 源頼朝が泰衡追討宣旨の発給を朝廷に要請                                                          | 吾妻鏡 |
| 6月26日             | 奥州で兵乱。藤原忠衡が殺害される                                                                | 吾妻鏡 |
| 6月30日             | 頼朝、奥州征伐について大庭景義に諮問                                                            | 吾妻鏡 |
| 7月16日             | 泰衡追討の延期を命じる宣旨が鎌倉に届く。頼朝、宣旨なしでの出兵を決断                            | 吾妻鏡 |
| 7月17日             | 終日審議。東海道軍・大手軍・北陸道軍の三軍を編成して、進攻ルートを決定                          | 吾妻鏡 |
| 7月18日             | 北陸道軍が鎌倉を出発                                                                            | 吾妻鏡 |
| 7月19日             | 頼朝が率いる大手軍が鎌倉を出発。越後の囚人・城長茂を軍勢に加える                                | 吾妻鏡 |
| 7月25日             | 頼朝、下野国古多橋駅に到着。宇都宮社に奉幣                                                      | 吾妻鏡 |
| 7月26日             | 頼朝、宇都宮を出発。常陸の佐竹秀義を軍勢に加える                                                | 吾妻鏡 |
| 7月28日             | 新渡戸駅に到着。城長茂の郎従200余人が参集                                                       | 吾妻鏡 |
| 7月29日             | 頼朝、白河関を通過                                                                              | 吾妻鏡 |
| 8月7日              | 頼朝、国見駅に到着                                                                              | 吾妻鏡 |
| 8月8日～10日        | 阿津賀志山、石那坂、根無藤で戦闘 藤原国衡・金剛別当秀綱・佐藤基治・金十郎らが戦死して奥州軍大敗 | 吾妻鏡 |
| 8月11日             | 頼朝、船迫宿に到着。国衡の首を実検                                                              | 吾妻鏡 |
| 8月12日             | 頼朝、多賀城国府に到着。東海道軍が合流                                                          | 吾妻鏡 |
| 8月13日             | 北陸道軍、出羽国で田川行文・秋田致文を討ち取る                                                  | 吾妻鏡 |
| 8月14日             | 頼朝、玉造郡に発向 小山朝政、物見岡を攻略                                                       | 吾妻鏡 |
| 8月20日             | 頼朝、玉造郡多加波々城を攻略                                                                    | 吾妻鏡 |
| 8月21日             | 頼朝、平泉に発向。栗原・三迫の要害を攻略して津久毛橋に達する 泰衡、平泉に火を放って逃走         | 吾妻鏡 |
| 8月22日             | 平泉陥落                                                                                        | 吾妻鏡 |
| 8月25日             | 衣川館の藤原基成父子が投降                                                                      | 吾妻鏡 |
| 8月26日             | 頼朝の宿所に投降をほのめかす泰衡の書状が投げ込まれる                                            | 吾妻鏡 |
| 9月2日              | 頼朝、平泉から岩手郡厨河柵に発向                                                                | 吾妻鏡 |
| 9月3日              | 泰衡、比内郡贄柵で郎従の河田次郎に殺害される                                                    | 吾妻鏡 |
| 9月4日              | 頼朝、志波郡に到着。陣岡で北陸道軍が合流                                                        | 吾妻鏡 |
| 9月6日              | 河田次郎、泰衡の首を陣岡に持参 頼朝、前九年の役の故事に倣い、釘を打ち付けて梟首とする           | 吾妻鏡 |
| 9月8日              | 頼朝、奥州平定の飛脚を京都に送る                                                                | 吾妻鏡 |
| 9月9日              | 一条能保の使者が陣岡に到着。7月19日付の泰衡追討宣旨を持参                                       | 吾妻鏡 |
| 9月11日             | 頼朝、陣岡を出て厨河柵に入る                                                                    | 吾妻鏡 |
| 9月19日             | 頼朝、厨河柵を出発。平泉に戻る                                                                  | 吾妻鏡 |
| 9月22日             | 頼朝、陸奥国の奉行を葛西清重に命じる                                                            | 吾妻鏡 |
| 9月28日             | 頼朝、鎌倉に向けて帰還                                                                          | 吾妻鏡 |